# Partido del Progreso y la Concordia
El Partido del Progreso y la Concordia (en francés: Parti pour le Progrès et la Concorde; en kiñaruanda: Ishyaka ry'Iterambere n'Ubusabane) es un partido político en Ruanda.

## Historia
El partido se creó en el año 2003 tras la ilegalización del Movimiento Democrático Republicano. Para las elecciones parlamentarias celebradas ese año, el partido recibió el 2% de los votos, sin embargo, no logró conseguir un escaño.
Previo a la celebración de las elecciones parlamentarias de 2008, el partido se unió a la coalición liderada por el Frente Patriótico Ruandés y obtuvo un único escaño en la Cámara de Diputados. Postuló a Alvera Mukabaramba como candidata a las elecciones presidenciales de 2010; quedando en cuarto lugar con el 0,4% de los votos. El partido siguió formando parte de la coalición en las elecciones de 2013, en las que conservó su escaño.

## Plataforma
El foco ideológico del partido es el desarrollo económico y social de Ruanda. Los principales compromisos del partido, tal y como se recoge en su página web, son los siguientes:
- Promover las condiciones de vida de los ruandeses basándose principalmente en la política de Educación para Todos, la buena salud, la promoción de las condiciones de vida de la población y de la vivienda en Ruanda;
- Luchar por el establecimiento de una política salarial eficaz;
- Promoción de la justicia, la igualdad de género y la ciudadanía;
- Sensibilización de los ruandeses sobre el trabajo;
- Desarrollo y economía basados en la tecnología;
- Facilitar el acceso de la población ruandesa a las finanzas mediante el establecimiento de un programa que reduzca las garantías bancarias y los tipos de interés de los préstamos.[2]